# Araya (Álava)
Araya (en euskera y oficialmente Araia) es una localidad del municipio de Aspárrena, en la provincia de Álava. 

## Geografía
El pueblo de Araya se encuentra a los pies de la sierra de Altzania y es un habitual punto de partida a algunas de las montañas más conocidas del País Vasco, como Aitzgorri, Aratz, Umandia y otras. Al mismo tiempo, se encuentra en el entorno de las sierras navarras de Aralar y Urbasa.
La localidad está en un conocido camino medieval, una de las variantes del Camino de Santiago que unía Álava y Guipúzcoa por el túnel de San Adrián, una ruta montañera muy concurrida actualmente.

## Despoblado
Forma parte de la localidad una fracción de los despoblados de:
- Aistra.[2]
- Amamio.[3]

## Demografía
| Gráfica de evolución demográfica de Araya entre 2000 y 2017 |
|                                                             |
| Población de derecho según los censos de población del INE. |

## Cultura

### Patrimonio material
- Iglesia de San Pedro (siglo XV). Retablo neoclásico.
- Ermita de Andra Mari (siglo XVIII). En su interior se encuentra una imagen barroca de la Asunción.[5]
- Ermita románica de San Juan de Amamio (siglo XII).[6][7][8]
- Casa consistorial de estilo barroco (1771), con el escudo de la Hermandad de Aspárrena.[9]
- Quiosco de música (1918).[10]
- Frontón Iturbero.[11]
- Fuente de Araia junto a la iglesia.[12]
- Fuente de Elizalde.[13]
- Restos del Castillo de Murutegui o Marutegui (siglo VIII).
- Nacedero del río Zirauntza y su presa (siglo XIX).
- Colección de arte contemporáneo (casa de cultura).
- Yacimiento de Kukuma
- Cantera de Arrazpi.
- Cruz del Humilladero.[14]
- Cruz en el camino de Iduya.[15]
- Palacio de la familia Ajuria.[16]
- Casa en la calle Sagastuy 2.[17]
- Antigua ferrería de la familia Ajuria.
- Antiguas Escuelas. Locales para asociaciones y Gaztetxe.[18]
- Restos de la antigua Harinera de la calle Sagastui, fundada por Celedonio Ugarte, y que fue reconvertida posteriormente en trapería por Moisés Múrua.[19]

### Patrimonio inmaterial
- San Pedro, 29 de junio.[20]
- Fiestas del barrio Andra Mari, 5 de agosto.[20]

### Eventos
- Festival de Teatro de Humor de Araia (alrededor del 15 de agosto).
- Araia TX fiesta de la Txalaparta (tercer sábado de julio).[20]
- Araia Krosa (tercer fin de semana de junio).[20]
- Artzain Eguna (15 de agosto).[20]
- Fin de año musical (fines de semana de octubre).[20]